# Elaphoglossum pellucidomarginatum
Elaphoglossum pellucidomarginatum är en träjonväxtart som först beskrevs av Christ, och fick sitt nu gällande namn av Carl Frederik Albert Christensen. Elaphoglossum pellucidomarginatum ingår i släktet Elaphoglossum och familjen Dryopteridaceae. Inga underarter finns listade.